# Medicinska fakulteta v Sarajevu
Medicinska fakulteta (izvirno bosansko Medicinski fakultet u Sarajevu), s sedežem v Sarajevu, je fakulteta, ki je članica Univerze v Sarajevu.